# محمد شيخ حسن
محمد شيخ حسن حامُد (بالصومالية: Maxamed Sheekh Xasan Hamud)‏ سياسي صومالي شغل منصب قائد قوة الشرطة الصومالية، ومنصب وزير الدفاع.

## حياته المهنية
ينحدر حسن من عشيرة رحانوين . 
شغل منصب وزير الدفاع في الفترة ما بين يناير 2014 ويناير 2015 في حكومة رئيس الوزراء عبد الولي شيخ أحمد. وخلفه في المنصب عبد القادر شيخ ديني الذي عينه رئيس الوزراء عمر شرماركي .
في 20 أبريل 2015 عُين محمد شيخ حسن قائد لقوة الشرطة الصومالية في حكومة عمر عبد الرشيد شرماركي، خلفا للقائد عثمان عمر وهليي الذي شغل المنصب بشكل مؤقت بعد وفاة محمد شيخ إسماعيل.

## معرض صور

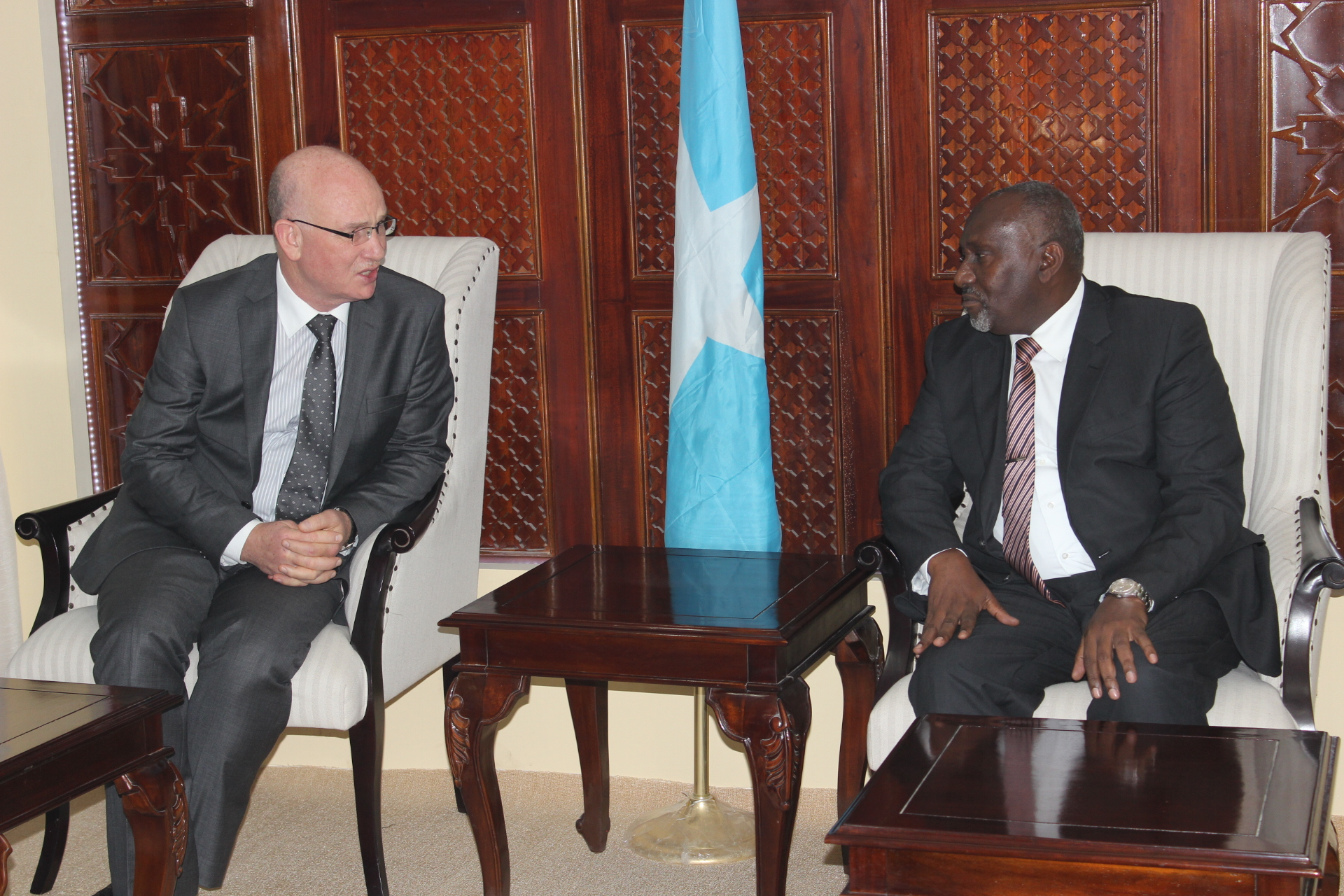
وزير الدفاع الصومالي محمد شيخ حسن (على اليمين) مع مفوض الأمم المتحدة للسلام والأمن السفير إسماعيل شرقي في مطار آدم عبد الله الدولي بالعاصمة الصومالية مقديشو
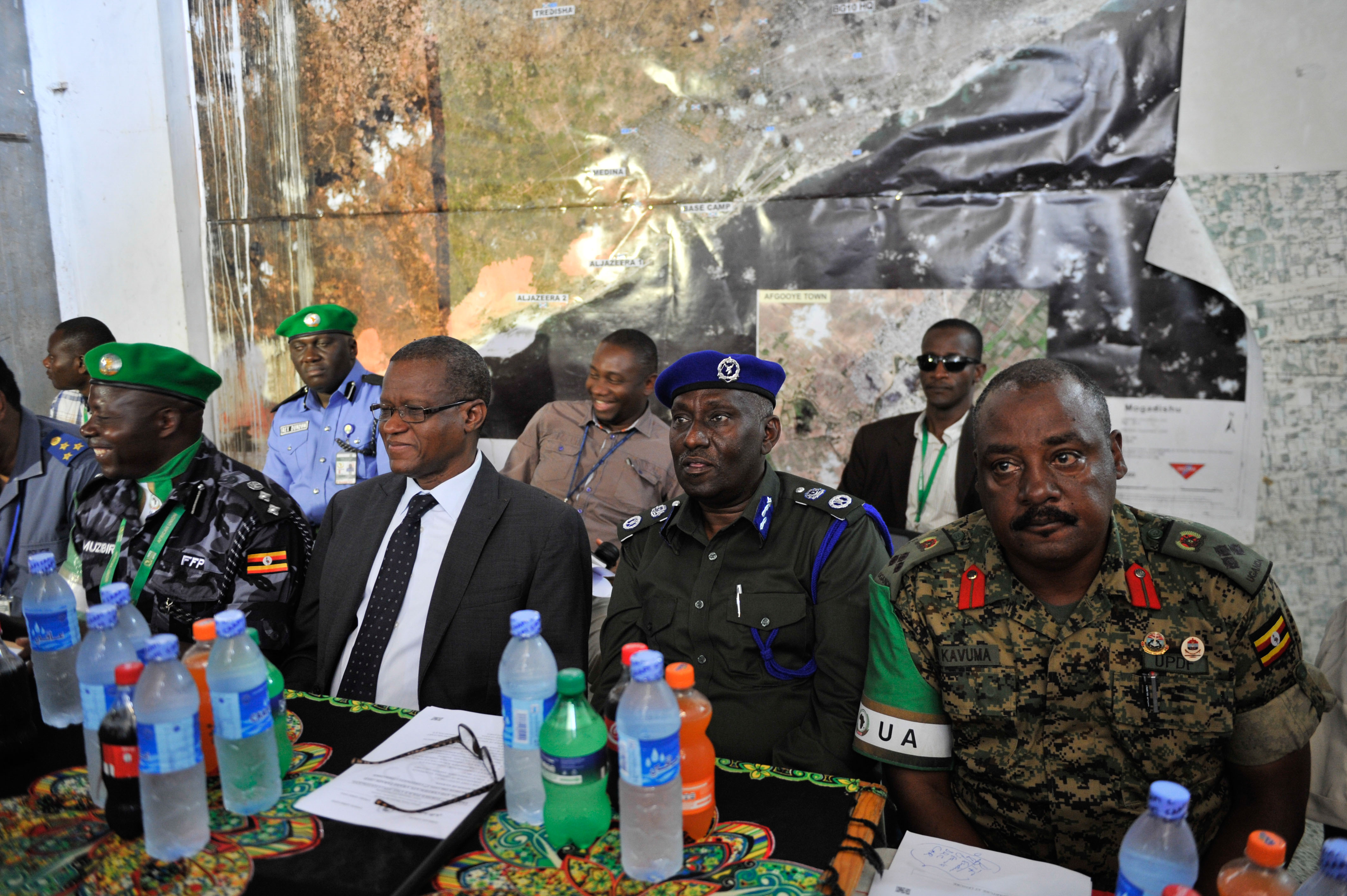
الممثل الخاص لرئيس بعثة الاتحاد الأفريقي في الصومال السفير مامان (يسار) مع مفوض الشرطة الصومالية محمد شيخ حسن (في الوسط) وقائد الوحدة الأوغندية العميد سام كافوما (يمين) في حفل وداع وحدة من قوات الشرطة في مقديشو 1 أغسطس 2015
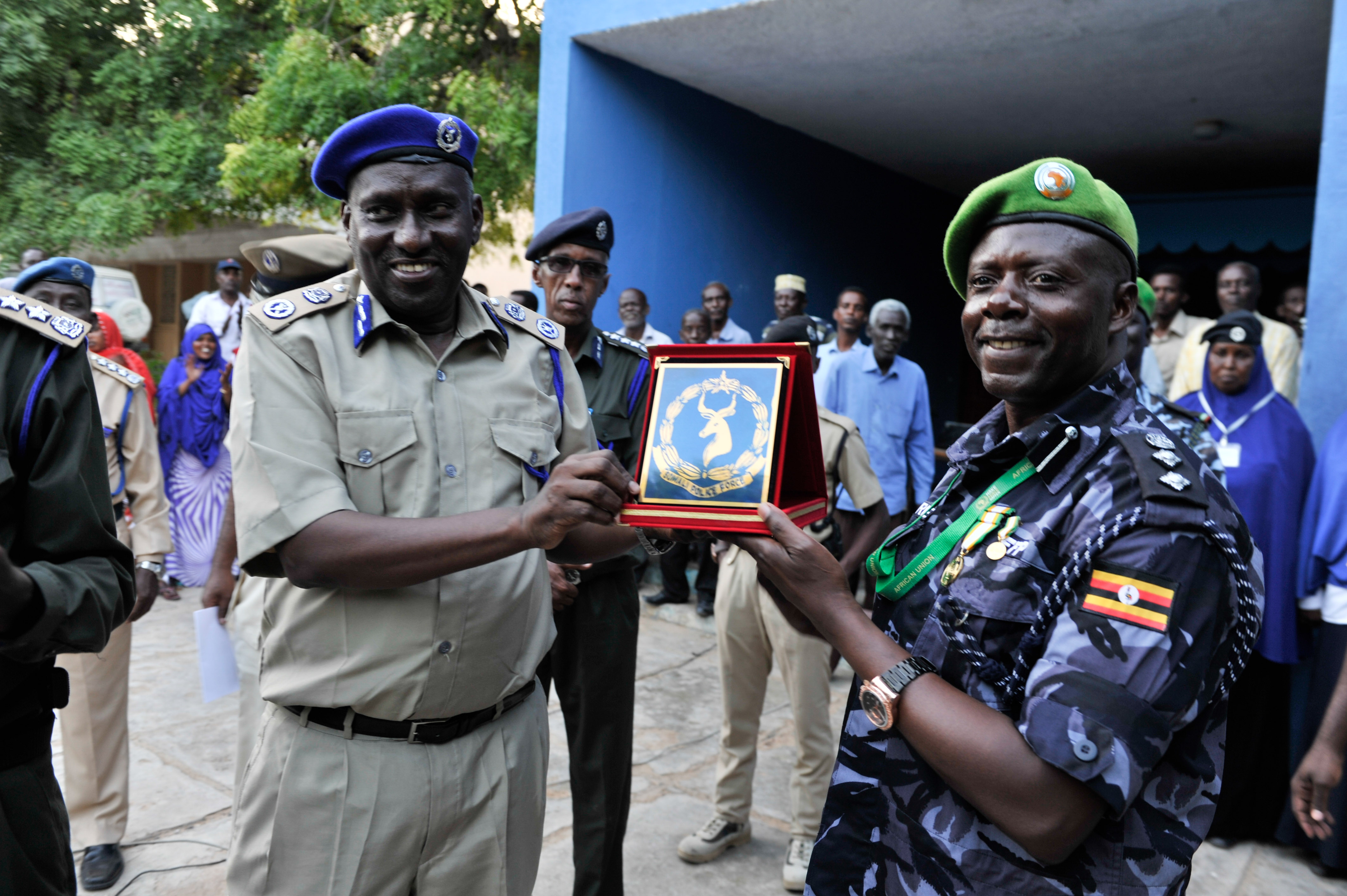
قائد قوات الشرطة الصومالية محمد شيخ حسن يسلم رمز التقدير لقائد الوحدة المنتهية ولايته لوحدة الشرطة الأوغندية في الصومال صموئيل باموزيبير خلال حفل وداع للوحدة في أكاديمية الشرطة العامة كاهي في مقديشو 2 أغسطس 2015
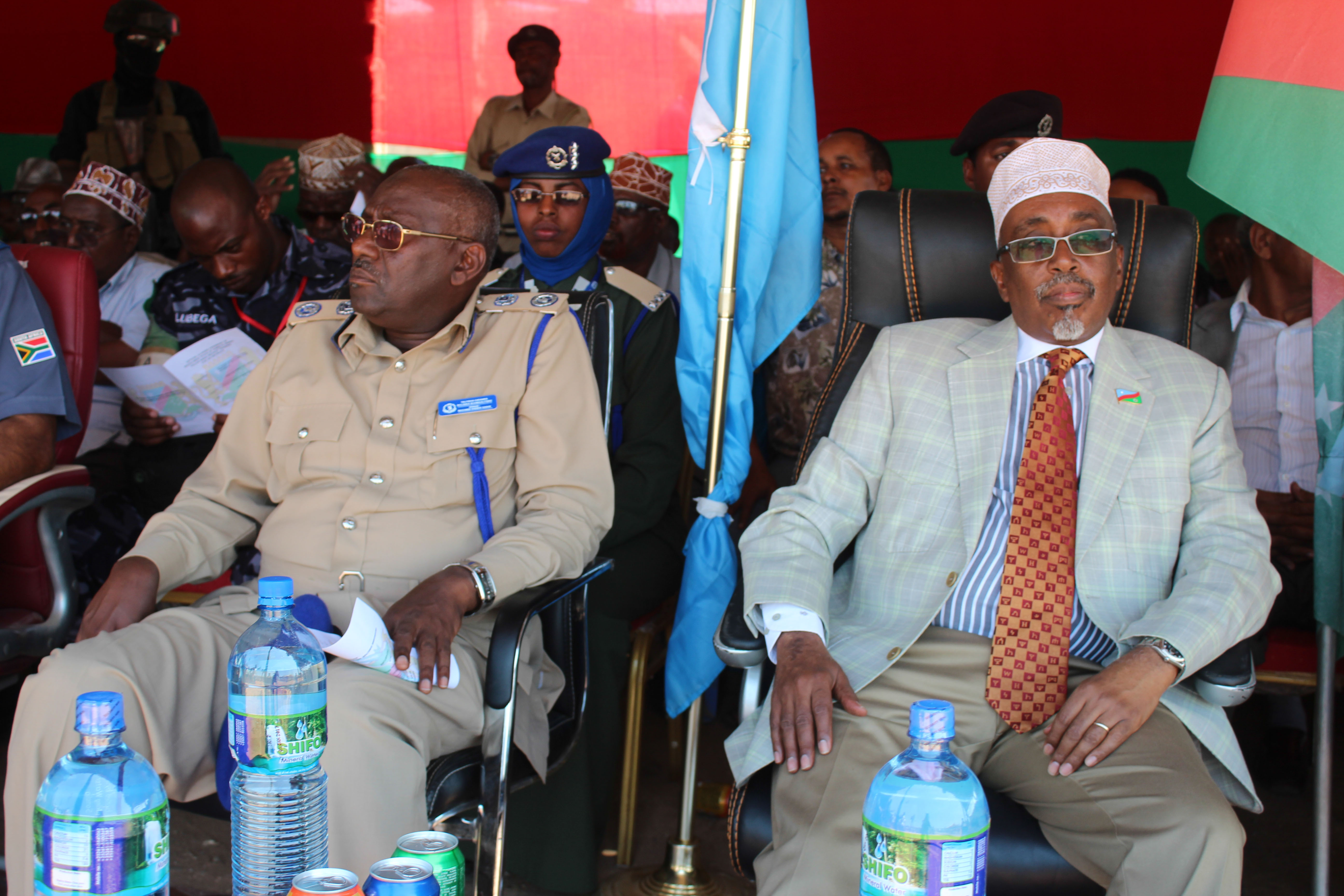
رئيس ولاية جنوب غرب الصومال شريف حسن شيخ آدم مع قائد قوات الشرطة الصومالية في حفل تخريج دفعة جديد من قوات الشرطة
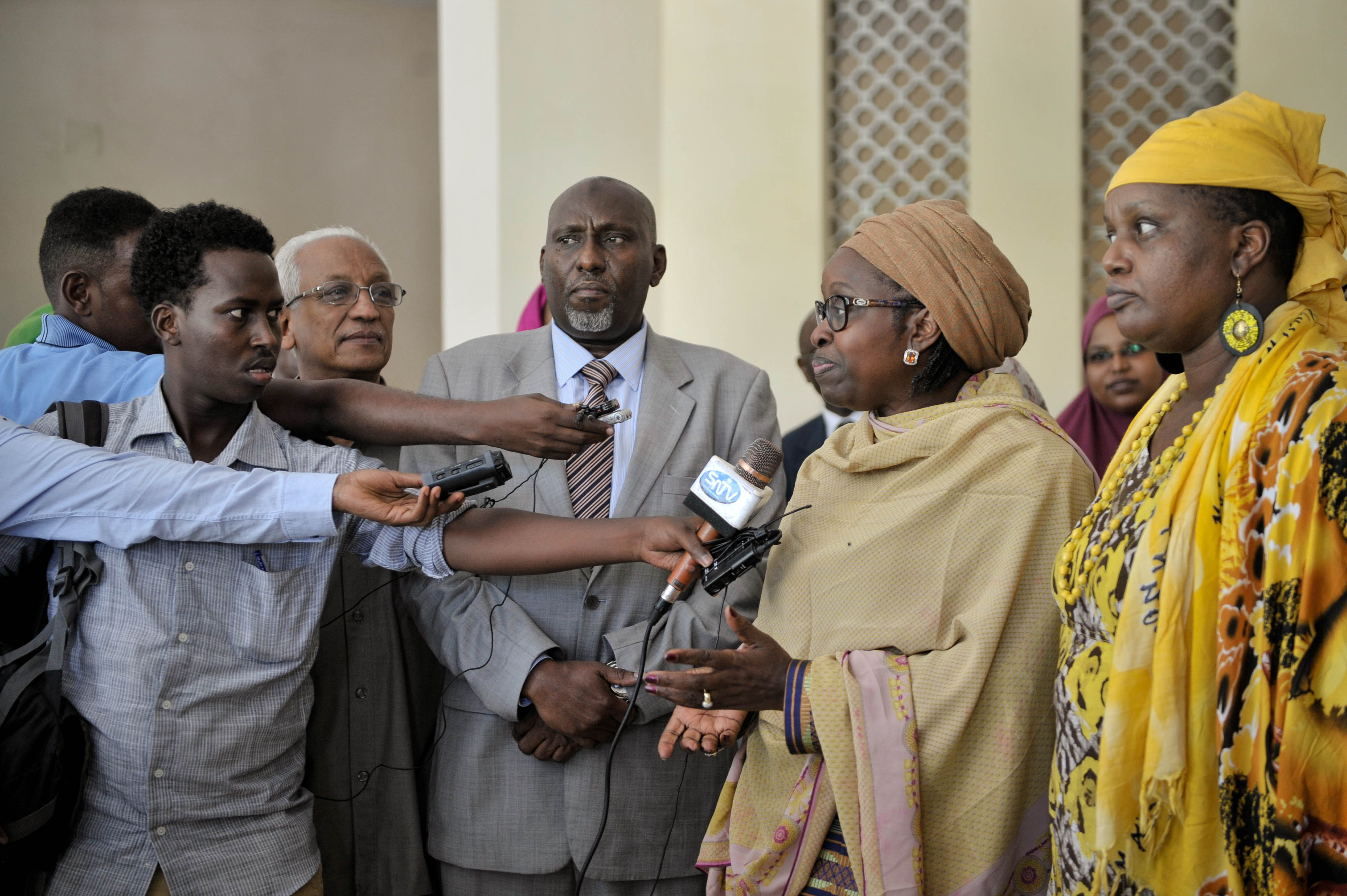
وزير الدفاع الصومالي محمد شيخ حسن مع المبعوث الخاص لرئيس الاتحاد الأفريقي لشؤون المرأة والسلام والأمن بينيتا ديوب